# Barnala Khurd
Barnala Khurd (Punjabi: ਬਰਨਾਲਾ ਖੁਰਦ) é uma vila no distrito de Shaheed Bhagat Singh Nagar do estado de Punjab, na Índia. Ela fica localizada na rodovia de Ludhiana-Rahon, a 4.1 quilômetros de Rahon, 20 quilômetros de Banga e a 93 quilômetros da capital do estado Chandigarh. A aldeia é administrada por um sarpanch, um representante eleito pelo povo que simboliza os assuntos da aldeia.

## Demografia
Em 2011, Barnala Khurd tinha um número total de 58 casas e uma população de 339 habitantes, dos quais 187 são do sexo masculino e 152 do sexo feminino, de acordo com o relatório publicado pelo censo realizado na Índia em 2011. A taxa de alfabetização de Barnala Khurd é 72.29%, superior à média do estado, que é de de 75.84%. A população de crianças menores de 6 anos é de 25, ou seja, apenas 7.37% da população total.
Uma minoria da população do vilarejo é de casta registrada compondo uma parcela 17.99% da população total. A cidade não tem nenhuma população de tribos registradas.
Conforme o relatório publicado pelo censo Indiano de 2011, 99 pessoas estavam envolvidas em atividades de trabalho dentre o total da população, sendo 897 homens e 10 mulheres empregados. De acordo com o censo de relatório de vistoria de 2011, 85.86%  dos trabalhadores descrevem o seu trabalho como trabalho principal, mas 14.14% dos trabalhadores estão envolvidos em atividades marginais/ilegais que proveriam subsistência por menos de 6 meses.

## Ensino
As escolas públicas mais próximas ficam em Sakopur. As faculdades mais próximas da aldeia de Barnala Khurd são a Faculdade Nacional Sikh de Banga e o Amrdeep Singh Shergill Memorial College Mukandpur. A faculdade Lovely Professional University (LUP) fica a 56 quilômetros de distância.

## Transporte
A estação ferroviária de Nawanshar é a estação de trem mais próxima, mas, no entanto, a estação de Garhshankar fica a aproximadamente 23 quilômetros da aldeia. O aeroporto doméstico mais próximo é o de  Sahnewal, localizado na cidade de Ludhiana, a 50 quilômetros de distância de Hapowal; e o aeroporto internacional mais próximo fica em Chandigarh, e o segundo mais próximo, o  Aeroporto Internacional Sri Guru Ram Dass Jee a 165 quilômetros de distância, fica em Amritsar.